# Adam Horatio Casparini
Adam Horatio (także Orazio) Casparini (ur. 29 lipca 1674 w Padwie, zm. 11 sierpnia 1745 we Wrocławiu) – organmistrz. Syn Eugenio Caspariniego, także twórcy organów. Mieszkał we Wrocławiu, wówczas należącym do austriackich Habsburgów.

## Najważniejsze dzieła

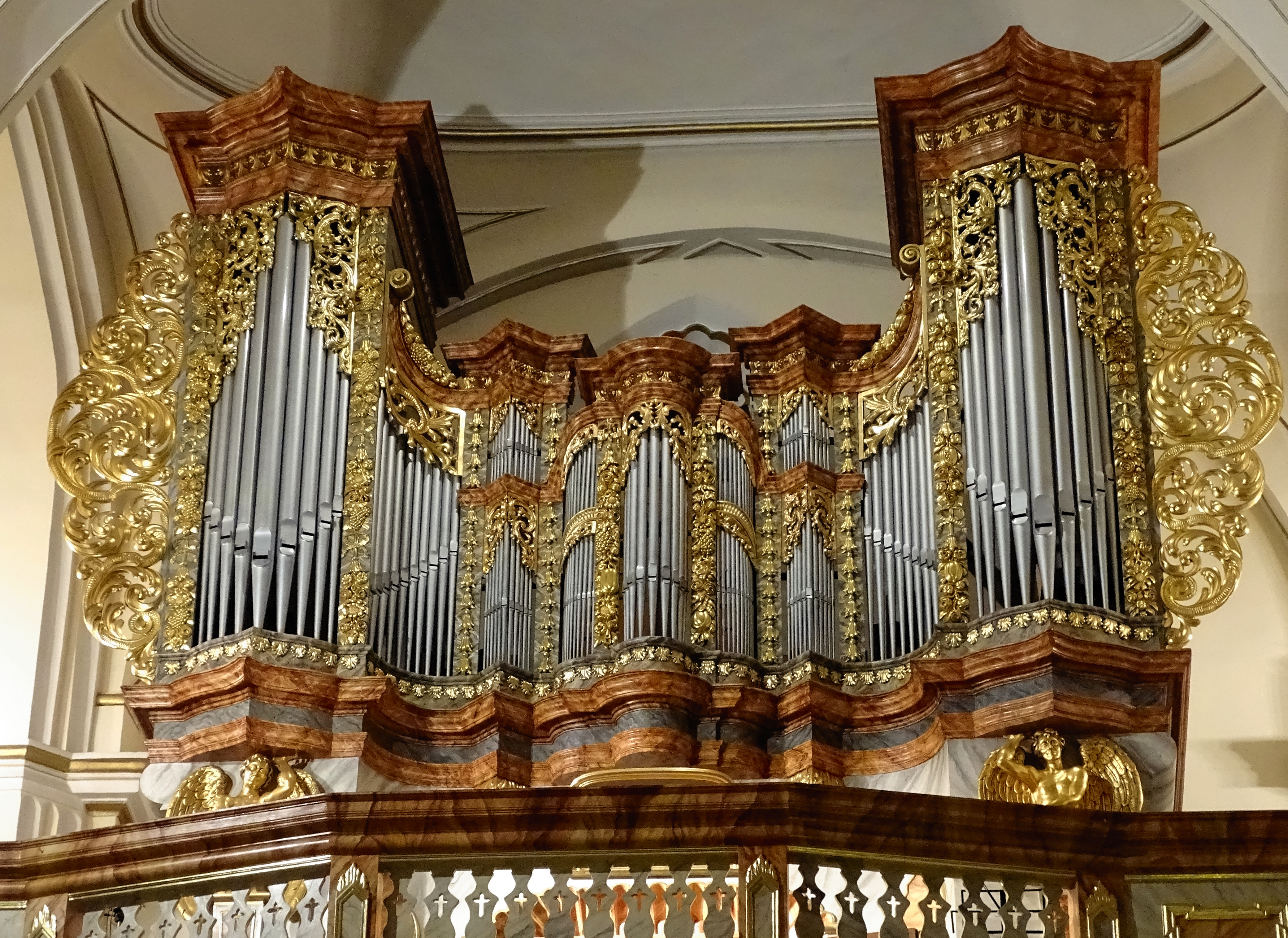
Organy Adama Horatio Caspariniego w kościele św. Wawrzyńca w Wołowie.

- 1697 – Untermais (blisko Merano we Włoszech) (wspólnie z ojcem)
- 1703 – Görlitz (Peter-Paul Kirche – słynne "organy słoneczne", wspólnie z ojcem)
- 1706 – Jelenia Góra (Kościół św. Erazma i Pankracego; ukończone według planów ojca)
- 1715 – kościół św. Krzysztofa we Wrocławiu
- 1716 – kościół św. Wawrzyńca w Wołowie
- 1718 – kościół św. Elżbiety we Wrocławiu obecnie w Oratorium Marianum we Wrocławiu
- 1721-25 – organy w bazylice i kaplicy obrazu Matki Bożej na Jasnej Górze w Częstochowie
- 1729-31 – kościół św. Jadwigi w Legnickim Polu
- 1737 – kościół św. Wojciecha we Wrocławiu.

Organy w Wołowie posiadają około połowy oryginalnych głosów Caspariniego i zostały nieco zmienione przez firmę Schlag & Söhne ze Świdnicy na początku XX wieku. Bliski oryginału jest pozytyw z kościoła św. Elżbiety we Wrocławiu użytkowany obecnie w Oratorium Marianum – auli muzycznej Uniwersytetu Wrocławskiego.
Jego syn, Adam Gottlob Casparini, również był znanym twórcą organów.